# Бардесан
Бардеса́н, или Бар-Дайсан, или Вардесан, или Вардисиан, или Бардезанес (сир. ܒܪ ܕܝܨܢ; др.-греч. Βαρδησιάνης; лат. Bardesanus; 154—222) — сирийский философ, богослов и поэт. Гностик. Создатель сирийского литературного языка и сирийской поэзии.

## Биография
Родился близ Эдессы (Шанлыурфа) на территории современной Турции. Был современником знаменитого царя Авгаря, введшего христианство в Эдессу. Благодаря проходившему через этот город индийскому посольству к императору Гелиогабалу (в 218 г.), в которое входили монахи-шрамана, Бардесан познакомился с верованиями и учениями Индии.
Многочисленные сочинения Бардесана, религиозно-философские, исторические и поэтические, были очень распространены, и восточные церковные писатели широко ими пользовались. До нас дошла только «Книга законов стран» (на сирийском языке), записанная, возможно, его учеником Филиппом. Среди прочих произведений автора — «Евангелие от Бардесана»; диалоги против Маркиона и Валентина; диалог «Против судьбы», адресованный некоему Антонину (возможно, даже римскому императору); астролого-теологические трактаты (фргамент с астрономическими сведениями сохранился благодаря Георгию, епископу арабских племён вокруг Алеппо); книга об истории Армении, о которой сообщает Мовсес Хоренаци, и труд с обширными сведениями об Индии, который цитируют Порфирий и Стобей.
Бардесан создал большое количество духовных стихов, положенных на музыку, которые сохраняли популярность в течение нескольких веков. Подражая царю Давиду и ветхозаветному Псалтирю, собрал собственную книгу псалмов, тоже числом 150. Ряд его псалмов, видимо, сохранились в гностическом апокрифе Деяния Фомы — чаще всего ему приписывается «Гимн жемчужине». Св. Ефрем Сирин использовал гимны Бардесана, перелицовывая (по принципу контрафактуры) стихи, но сохраняя мелодии. 
Его версия гностицизма повлияла на манихейство, вместе с тем основатель последнего Мани в главе утраченной ныне «Книге таинств» опровергал теории Бардесана.

## Учение

### Космология: схожесть с валентиновой системой
Учение Бардесана, в сущности, та же валентинова система (II век), отчасти упрощённая, отчасти с наложением иранского дуализма.
В плероме Бардесана вместо 30 валентиновых эонов только 7 и один «Небесный Христос, Сын Жизни», происходящий от первого абсолютного и вечного сочетания (сизигии) активного и пассивного начала — «отца Жизни и Матери Жизни».
Женский коррелат Христа — «Хакмут» (София), которая должна составить с ним второе производное или обусловленное мировым процессом сочетание (сизигию), по немощи своей пассивной природы падает в область тёмного хаоса, или бесформенной материи, от века противостоящую небесному свету плеромы.
Из этой материи Хакмут, следуя тайным внушениям Небесного Христа, создает Демиурга, а через него весь видимый мир, который, таким образом, происходит не из психических состояний Софии (как у Валентина), а имеет своё особое начало и внешний субстрат. За исключением этого основного метафизического пункта, космология Бардесана, а также его христология и эсхатология, не отличаются существенно от валентиновых.

### Дуалистическая психология
Более характерна его дуалистическая психология. В каждом человеке он признавал две души — высшую, пневматическую, и низшую, материальную. Но последняя с безусловной необходимостью подчинена судьбе, действующей через астральное начало в семи светилах, изображающих в нашем низшем мире семь небесных эонов. Пневматическая же душа, как прямое порождение Хакмут, нисколько не зависит от судьбы и звёзд; она свободна на добро и зло.
В заключение мирового и исторического процесса все духовные существа, очищенные земными испытаниями, соединяются с ангелами и участвуют в брачном пире Христа и Софии-Хакмут, достигающих своего окончательного и полного сочетания (сизигии).